# Kamniška Bistrica
Kamniška Bistrica je rijeka u Sloveniji. Duga je 33 km, izvire na 590 metara nadmorskoj visini u Kamniško-Savinjskim Alpa ulijeva se u Savu u blizini Ljubljane kod naselja Beričevo. Veličina njezinoga porječja je 535 km², a prosječni istjek 20,9 m³/s.

## Galerija
- Kamniška Bistrica ~ 1935.
- Kamniška Bistrica. Turistička kuća ~ 1935.